# Henry Roussel
Henry Roussel (Bayonne, 1875 – Parigi, 1946) è stato un attore, regista e sceneggiatore francese conosciuto soprattutto per i suoi film girati all'epoca del muto.

## Filmografia

### Regista
- I figli del capitano Grant (Les Enfants du capitaine Grant), co-regia di Victorin-Hippolyte Jasset e Joseph Faivre (1913)

- Violettes imperiales (1924)

### Attore
- L'Agence Cacahuète, regia di Roger Lion - cortometraggio (1912)
- Mathilde, regia di Émile Chautard - cortometraggio (1913)
- Autour d'un testament, regia di Émile Chautard - cortometraggio (1913)
- Giovanni La Polvere (Jean la Poudre), regia di Émile Chautard e Maurice Tourneur - cortometraggio (1913)
- L'allegria dello squadrone (Les Gaîtés de l'escadron), regia di Joseph Faivre e Maurice Tourneur - cortometraggio (1913)
- Il sistema del dr. Gondron e del prof. Plume (Le Système du docteur Goudron et du professeur Plume), regia di Maurice Tourneur - cortometraggio (1913)
- Le Camée, regia di Maurice Tourneur (1913)
- La Dame de Monsoreau, regia di Maurice Tourneur - cortometraggio (1913)
- Le Dernier Pardon, regia di Maurice Tourneur - cortometraggio (1913)
- L'Aiglon, regia di Émile Chautard (1913)
- La Marsigliese (La Marseillaise), regia di Émile Chautard - cortometraggio (1913)
- La Bergère d'Ivry, regia di Maurice Tourneur - cortometraggio (1913)
- Le Friquet, regia di Maurice Tourneur - cortometraggio (1914)
- Trompe-la-Mort, regia di Charles Krauss (1914)
- Le Puits mitoyen, regia di Maurice Tourneur (1914)
- Soeurette, regia di Maurice Tourneur (1914)
- Monsieur Lecoq, regia di Maurice Tourneur - cortometraggio (1914)
- Le Corso rouge, regia di Maurice Tourneur - cortometraggio (1914)
- La Dame blonde, regia di Charles Maudru - cortometraggio (1914)
- Figure di cera (Figures de cire), regia di Maurice Tourneur - cortometraggio (1914)
- L'Affaire d'Orcival, regia di Gérard Bourgeois (1914)
- Pardon glorieux, regia di Gaston Leprieur (1916)
- Sous la menace, regia di André Hugon (1916)
- Le Médecin des enfants, regia di Georges Denola - cortometraggio (1916)
- La Maison sans enfant - cortometraggio (1916)
- È per gli orfanelli (C'est pour les orphelins), regia di Louis Feuillade - cortometraggio (1916)
- L'Affaire du Grand-Théâtre, regia di Henri Pouctal - cortometraggio (1916)
- La Désolation - cortometraggio (1916)
- Vengeance diabolique, regia di Charles Maudru - cortometraggio (1916)
- Léda - cortometraggio (1916)
- Apache d'amour - cortometraggio (1916)
- L'Hallali, regia di Jacques de Baroncelli (1917)
- Les Frères corses, regia di André Antoine (1917)
- L'Imprévu, regia di Léonce Perret (1917)
- Le Torrent, regia di René Hervil e Louis Mercanton (1917)
- Renoncement, regia di Charles Maudru (1918)
- Son aventure, regia di René Hervil - cortometraggio (1919)
- Gosse de riche, regia di Charles Burguet (1920)
- Les Nouveaux Messieurs, regia di Jacques Feyder (1929)
- La Nuit est à nous, regia di Roger Lion, Henry Roussel e Carl Froelich (1930)
- Lo squadrone si diverte (Les Gaietés de l'escadron), regia di Maurice Tourneur (1932)
- Idylle au Caire, regia di Claude Heymann e Reinhold Schünzel (1933)
- Vers l'abîme, regia di Hans Steinhoff e Serge Veber (1934)
- Le Billet de mille, regia di Marc Didier (1935)
- L'École des cocottes, regia di Pierre Colombier (1935)
- Vogue, mon cœur, regia di Jacques Daroy (1935)
- Le Bébé de l'escadron, regia di René Sti (1935)
- Valse éternelle, regia di Max Neufeld (1936)
- Caffè internazionale (Café de Paris), regia di Yves Mirande e Georges Lacombe (1938)
- Deuxième bureau contre kommandantur, regia di Robert Bibal e René Jayet (1939)